# Wheelerigobius maltzani
Wheelerigobius maltzani és una espècie de peix de la família dels gòbids i de l'ordre dels perciformes.

## Morfologia
- Els mascles poden assolir 4,5 cm de longitud total.[5][6]

## Hàbitat
És un peix de clima tropical i demersal que viu entre 1-10 m de fondària.

## Distribució geogràfica
Es troba a l'Atlàntic oriental: des del Senegal fins a Ghana i Annobon.

## Observacions
És inofensiu per als humans.